# Station Middelburg
Station Middelburg is het spoorwegstation van de Zeeuwse hoofdstad Middelburg. Het station is een Waterstaatstation van de derde klasse en is een van de negen stations die ooit in deze klasse zijn gebouwd.

## Geschiedenis
Het is gelegen aan de lijn Roosendaal – Vlissingen (Zeeuwse Lijn). Het werd geopend op 1 maart 1872 en het oorspronkelijke stationsgebouw is nog altijd in gebruik.

## Gebouw
Het station van Middelburg is een van de Standaardstations van de Staatsspoorwegen, gebouwd in de jaren zeventig van de 19e eeuw. Het gebouw is ontworpen door de ingenieur Martinus Simon.
Het station bevindt zich net binnen het historische stadscentrum, tussen het Kanaal door Walcheren - dat ter plaatse door de stationsbrug overspannen wordt - en, de voormalige buitenvest, de Segeerssingel. Het stationsgebied heeft sinds het jaar 2000 een gedaanteverwisseling ondergaan. Er werd een nieuw busstation aangelegd waarbij een directe overstap vanuit de trein mogelijk is (voorheen bevonden de haltes zich aan de overzijde van het kanaal met het probleem van een regelmatig openstaande brug) en in 2004 openden het nieuwe stadskantoor en het kantoor van Waterschap Zeeuwse Eilanden hun deuren.

## Treinseries die stoppen op station Middelburg
De volgende treinen van de NS doen station Middelburg aan in de dienstregeling 2025:
| Serie | Treinsoort     | Route | Bijzonderheden |
| ----- | -------------- | --- | --- |
| 2200  | Intercity (NS) | Amsterdam Centraal – Amsterdam Sloterdijk – Haarlem – Leiden Centraal – Den Haag HS – Delft – Schiedam Centrum – Rotterdam Centraal – Dordrecht – Roosendaal – Middelburg – Vlissingen | Rijdt op weekdagen overdag 1x/uur en vormt een halfuurdienst met series 2300 (tussen Amsterdam Centraal en Roosendaal) en 6500 (tussen Roosendaal en Vlissingen). 's Avonds en in het weekend rijdt deze serie 2x/uur. |
| 2300  | Intercity (NS) | Amsterdam Centraal – Amsterdam Sloterdijk – Haarlem – Leiden Centraal – Den Haag HS – Delft – Schiedam Centrum – Rotterdam Centraal – Dordrecht – Roosendaal – Middelburg – Vlissingen | Rijdt alleen op weekdagen overdag en rijdt 1x/uur. Vormt tussen Amsterdam Centraal en Roosendaal een halfuursdienst met serie 2200. 's Avonds en in het weekend rijdt serie 2200 2x/uur.                               |
| 6500  | Sprinter (NS)  | Roosendaal – Bergen op Zoom – Goes – Middelburg – Vlissingen | Rijdt doordeweeks 1x per uur. Rijdt niet 's avonds en in het weekend. |

In de late avond rijdt de op een na laatste Intercity richting Amsterdam Centraal niet verder dan Rotterdam Centraal. De laatste Intercity rijdt zelfs niet verder dan Roosendaal. Deze twee laatste treinen stoppen tot Roosendaal op alle tussengelegen stations.

## Busvervoer op station Middelburg
De volgende buslijnen stoppen bij station Middelburg:
| Lijn | Route | Vervoerder                      | Soort     | Opmerkingen                                                                   |
| ---- | --- | ------------------------------- | --------- | ----------------------------------------------------------------------------- |
| 50   | Middelburg station - 's-Heerenhoek - Terneuzen (- Gent) | Connexxion                      | Streekbus | Gent 4x op zaterdag en 4x op zondag.                                          |
| 52   | Middelburg station - Buttinge - Grijpskerke - Oostkapelle - Domburg | Connexxion                      | Streekbus | Gekoppeld aan lijn 53 naar Middelburg                                         |
| 53   | Middelburg station - Koudekerke - Biggekerke - Meliskerke - Zoutelande - Westkapelle - (Aagtekerke -) Domburg | Connexxion                      | Streekbus | Gekoppeld aan lijn 52 naar Middelburg                                         |
| 56   | Middelburg station - Binnenstad Middelburg - 't Zand - Koudekerke - Vlissingen, Paauwenburg - Middengebied - Binnenstad Vlissingen - Vlissingen station                                                                                          | (Van Oeveren) i.o.v. Connexxion | Stadsbus  |                                                                               |
| 57   | Middelburg station - Erasmuswijk - Reijershove - Vlissingen, Oost-Souburg - Binnenhaven - Binnenstad | (Van Oeveren) i.o.v. Connexxion | Stadsbus  | Gekoppeld aan lijn 58, rijdt niet 's avonds en op zondag                      |
| 58   | Middelburg station - Binnenstad - Stromenwijk - Vlissingen, West-Souburg - Bossenburgh - Middengebied - Binnenstad - Station | (Van Oeveren) i.o.v. Connexxion | Stadsbus  | Gekoppeld aan lijn 57                                                         |
| 65   | Middelburg station - Middelburg Podium/Scalda | (Van Oeveren) i.o.v. Connexxion | Stadsbus  | Rjdt niet 's avonds en in het weekend                                         |
| 133  | Middelburg station - Sint Laurens - Serooskerke (Veere) - Vrouwenpolder - Kamperland - Neeltje Jans - Westenschouwen - Haamstede - Renesse - Noordwelle - Serooskerke (Schouwen) - Zierikzee - Nieuwerkerk - Oosterland - Bruinisse - Oude-Tonge | (Van Oeveren) i.o.v. Connexxion | Streekbus | 's Avonds en op zondag als ringlijn door Zierikzee                            |
| 569  | Middelburg station → Binnenstad → Griffioen → Klarenbeek → Nieuw Middelburg → Maïsbaai → Middelburg station | Connexxion                      | Buurtbus  | Centrumringlijn, rijdt alleen op dinsdag en donderdag                         |
| 581  | Middelburg station - Nieuw- en Sint Joosland - Vlissingen-Oost | Connexxion                      | Buurtbus  | Rijdt niet 's avonds en in het weekend                                        |
| 584  | Middelburg station - Veere | Connexxion                      | Buurtbus  | Rijdt niet 's avonds en in het weekend                                        |
| 633  | Zierikzee → Kerkwerve → Serooskerke → Noordwelle → Renesse → Haamstede → Westenschouwen → Neeltje Jans → Kamperland → Vrouwenpolder → Serooskerke → Sint Laurens → Middelburg station → West-Souburg → Vlissingen                                | Connexxion                      | Schoolbus |                                                                               |
| 641  | Middelburg station → Sint Laurens → Serooskerke → Vrouwenpolder → Kamperland | Connexxion                      | Schoolbus |                                                                               |
| 646  | Middelburg station - Arnemuiden - Goes | Van Oeveren i.o.v. Connexxion   | Schoolbus | 's Ochtends in de richting van Goes; 's middags in de richting van Middelburg |
| 647  | (Middelburg station ← Grijpskerke ← Oostkapelle ←) Domburg - Aagtekerke - (Westkapelle → Zoutelande →) Meliskerke - Biggekerke (→ Koudekerke → Middelburg - Arnemuiden) - Kruiningen - Krabbendijke                                              | Connexxion                      | Schoolbus |                                                                               |
| 933  | Middelburg station - Sint Laurens - Serooskerke - Vrouwenpolder | GVC                             | Haltetaxi |                                                                               |
| 952  | Middelburg station - Buttinge - Grijpskerke - Oostkapelle - Domburg | GVC                             | Haltetaxi | Rijdt alleen 's avonds                                                        |
| 953  | Middelburg station - Koudekerke - Biggekerke - Meliskerke - Zoutelande - Westkapelle - Aagtekerke - Domburg | GVC                             | Haltetaxi | Rijdt alleen 's avonds                                                        |
| 981  | Middelburg station - Nieuw- en Sint Joosland | GVC                             | Haltetaxi |                                                                               |
| 984  | Middelburg station - Veere - Gapinge | GVC                             | Haltetaxi | Rijdt alleen 's avonds en in het weekend                                      |

## Voorzieningen
- Er is een bewaakte fietsenstalling
- Er zijn meerdere onbewaakte fietsenstallingen
- Er is een (betaald) parkeerterrein voor auto's
- Er rijdt een treintaxi
- Er is een taxistandplaats
- Er is een lift beschikbaar die passagiers naar de spoortunnel leidt. Aan de overkant is ook een lift naar boven.

## Galerij

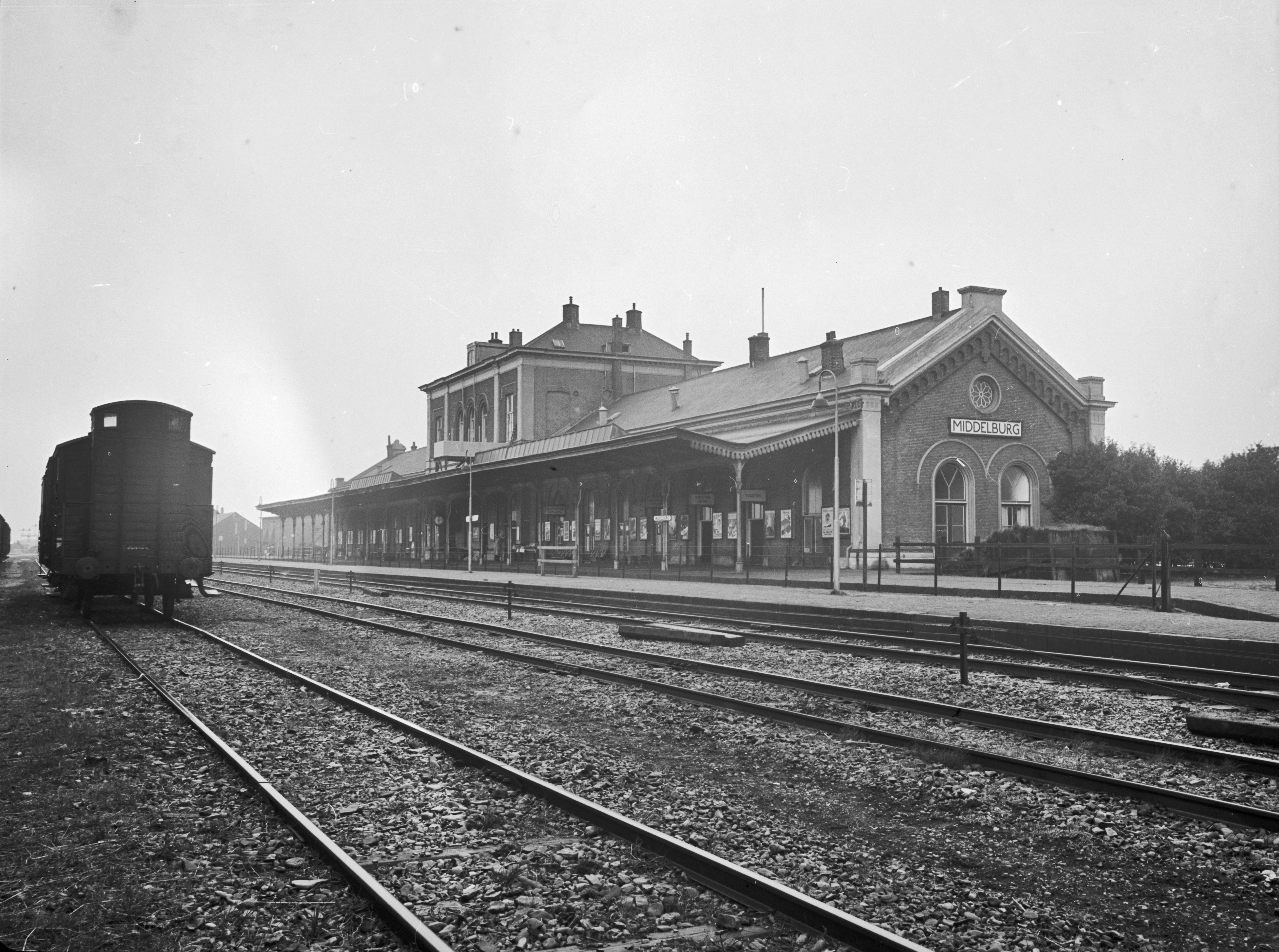
Station in 1953
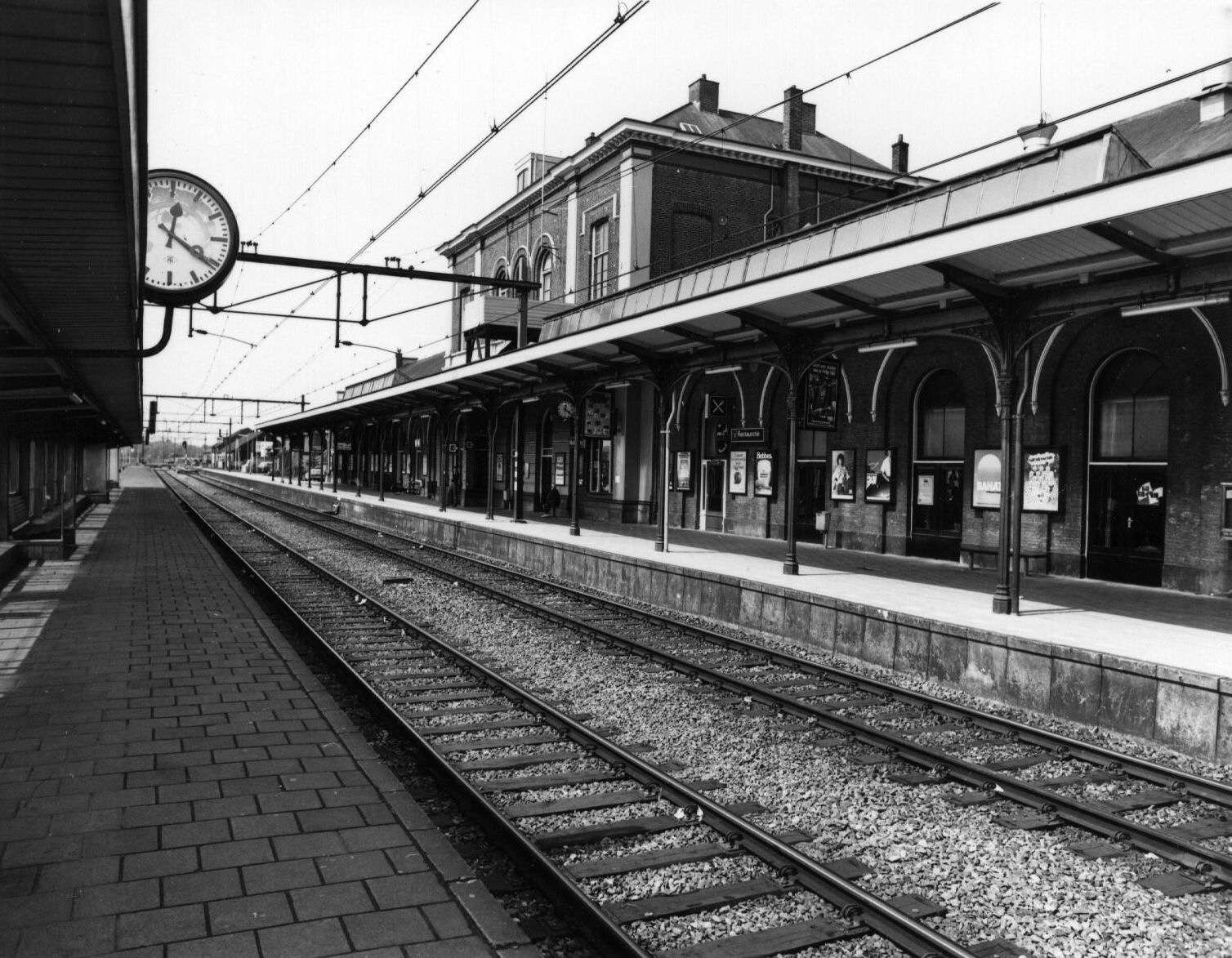
Perrons in 1981
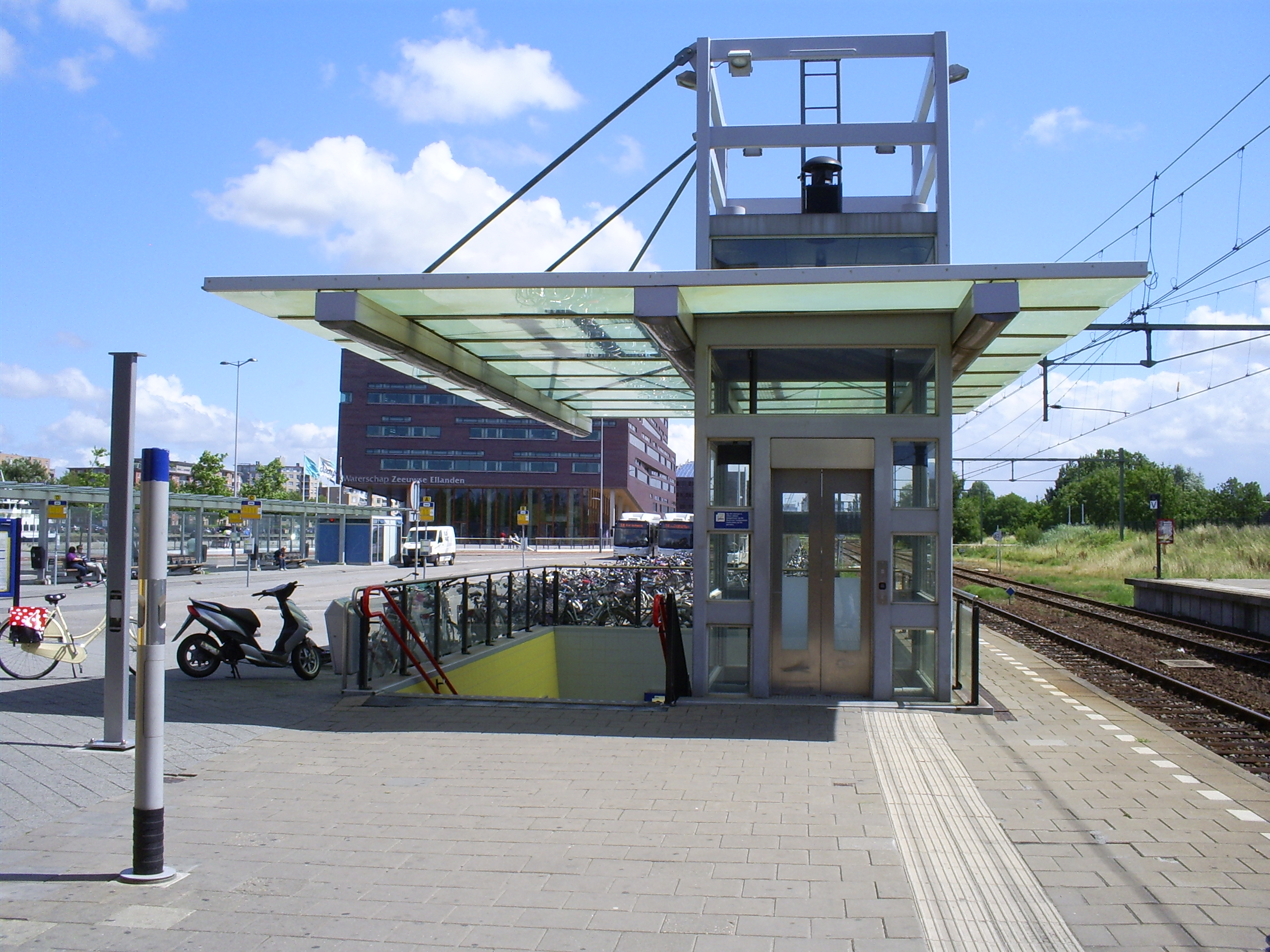
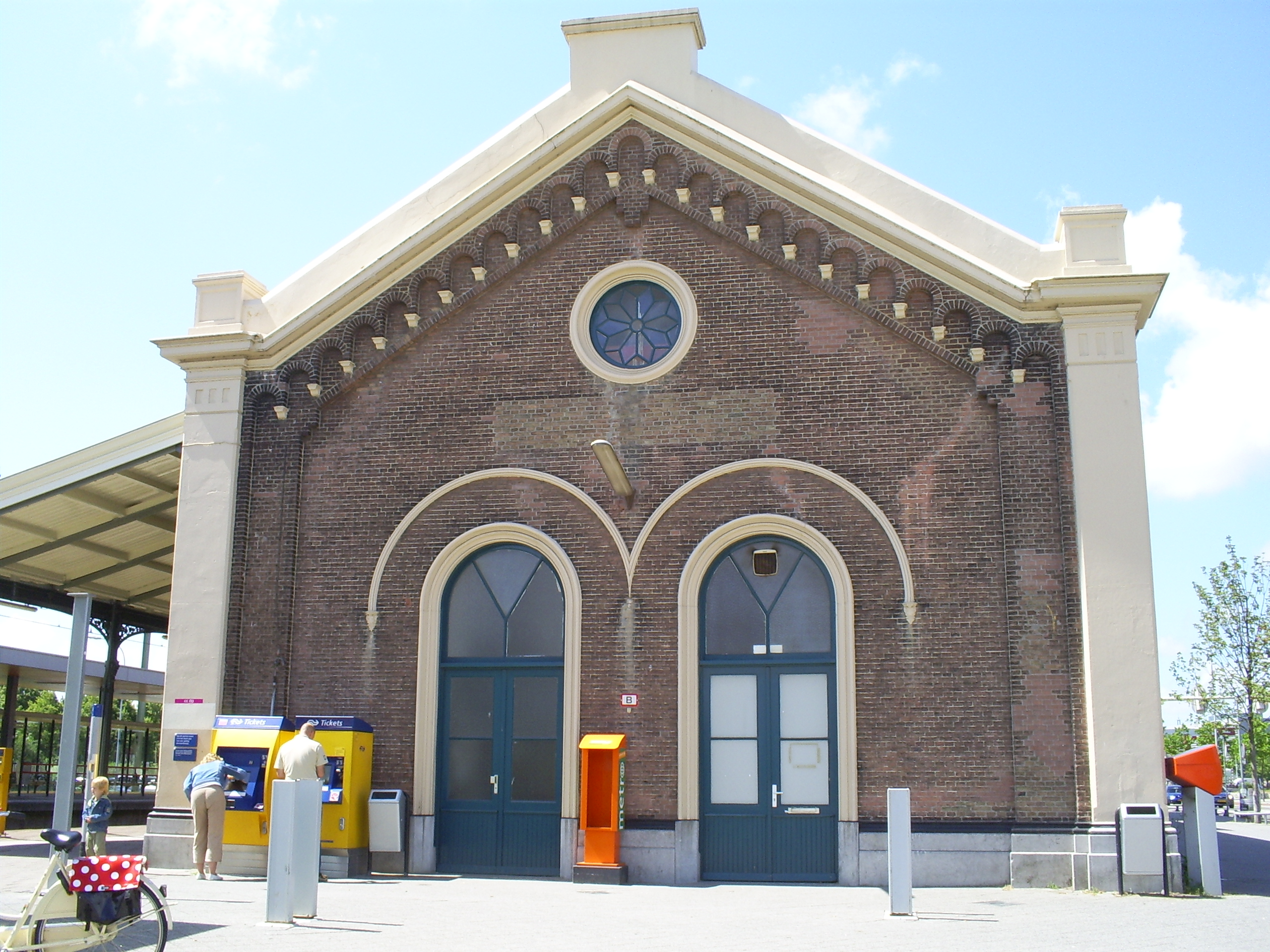
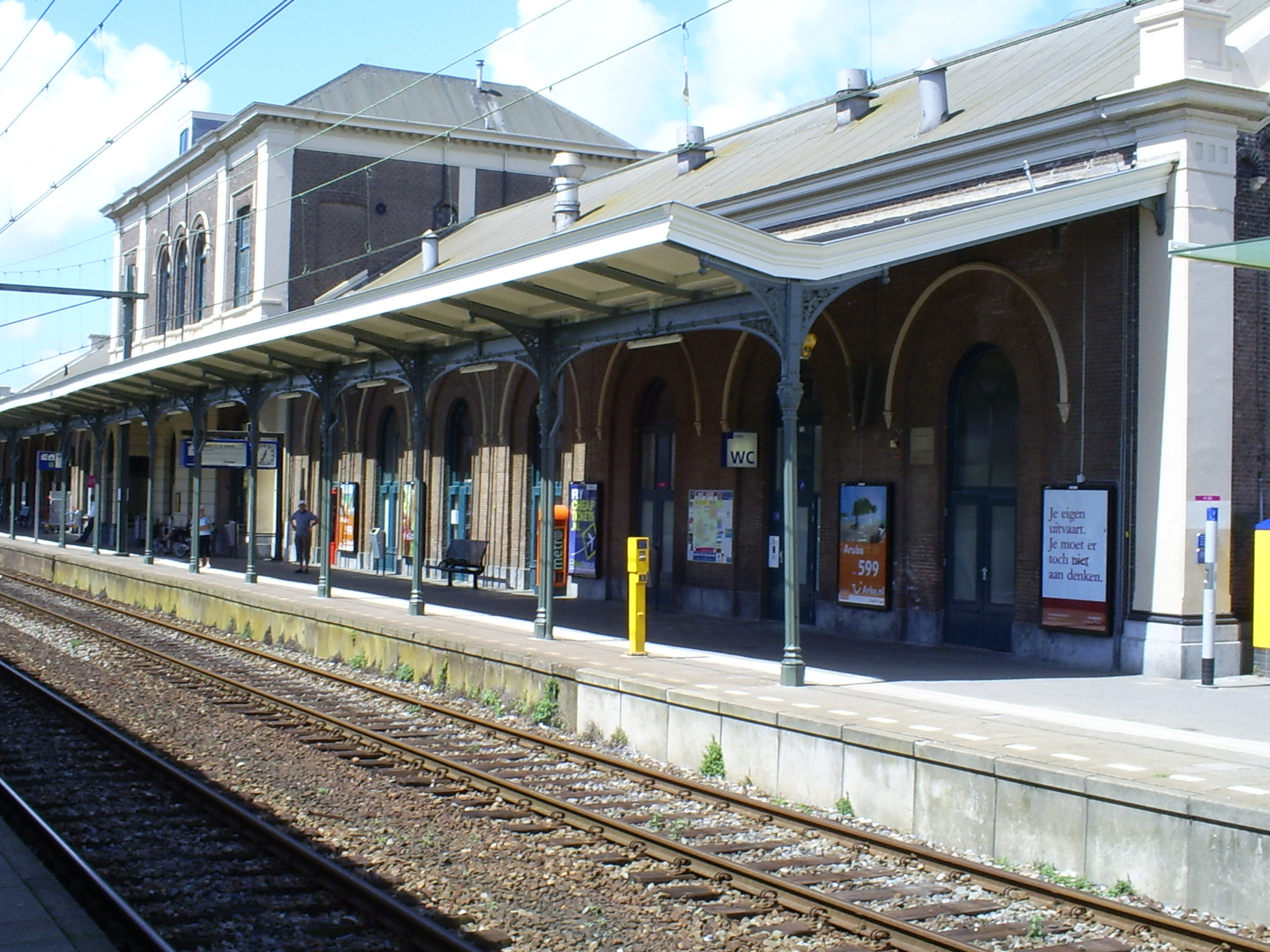
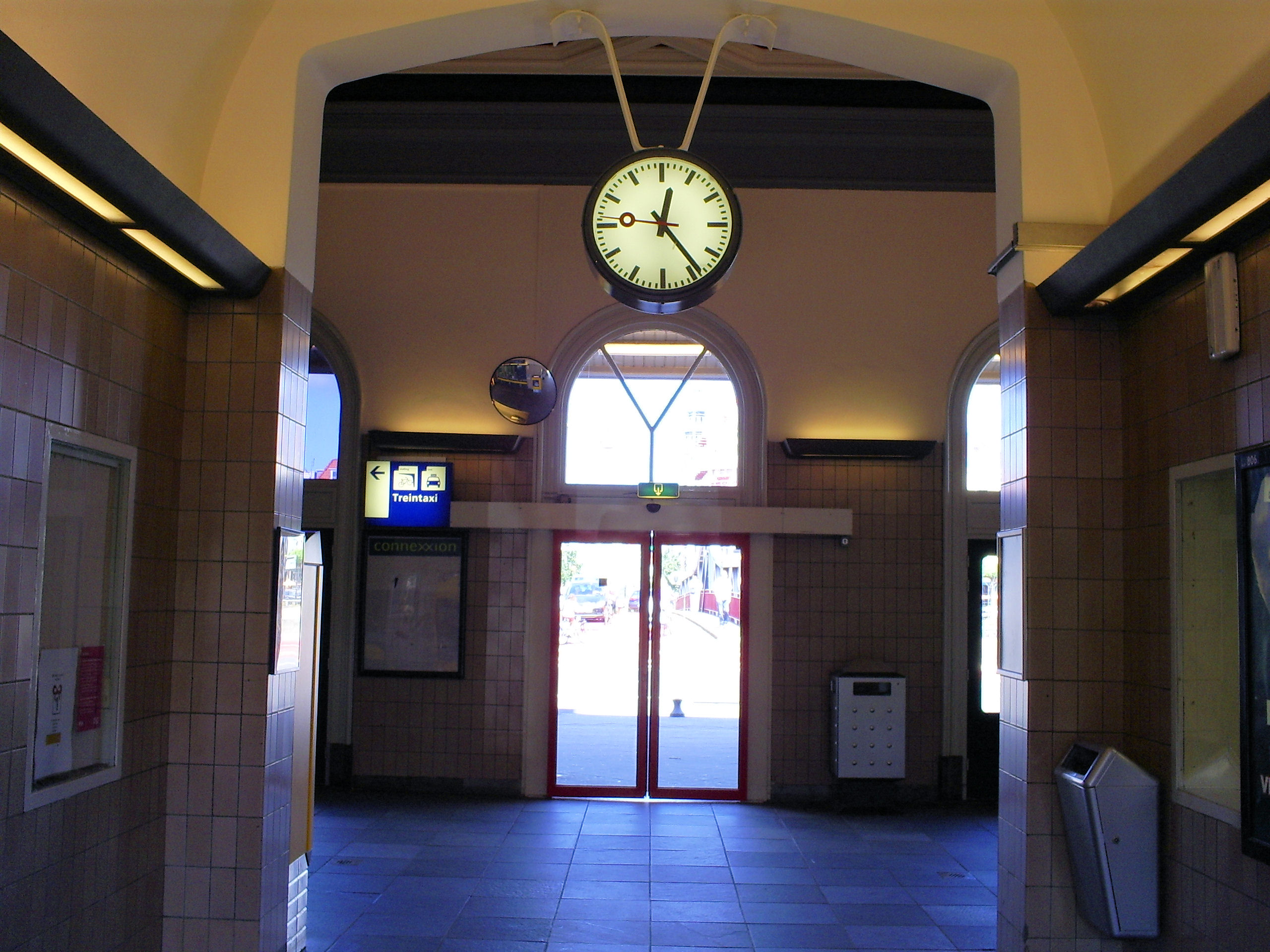
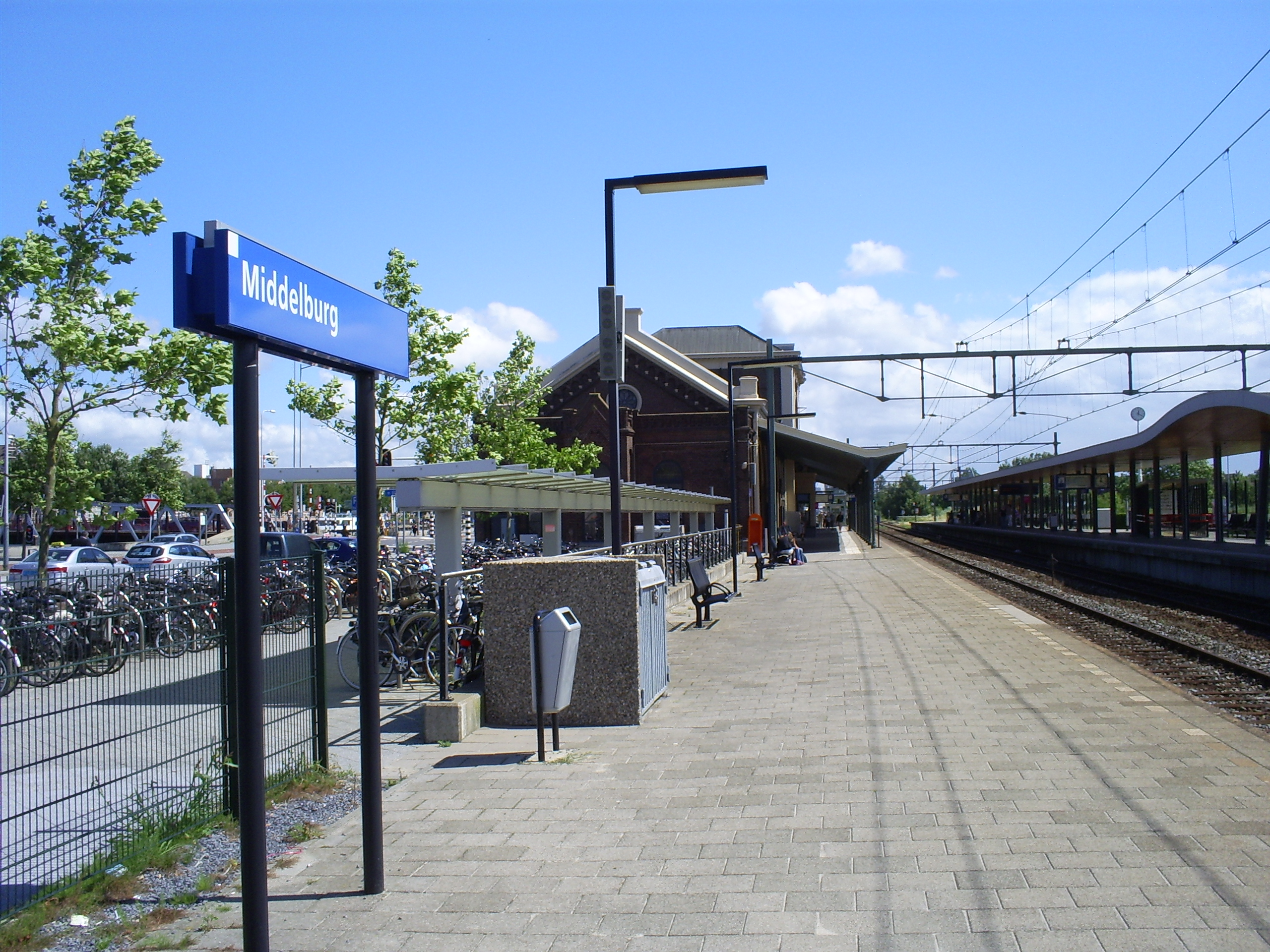
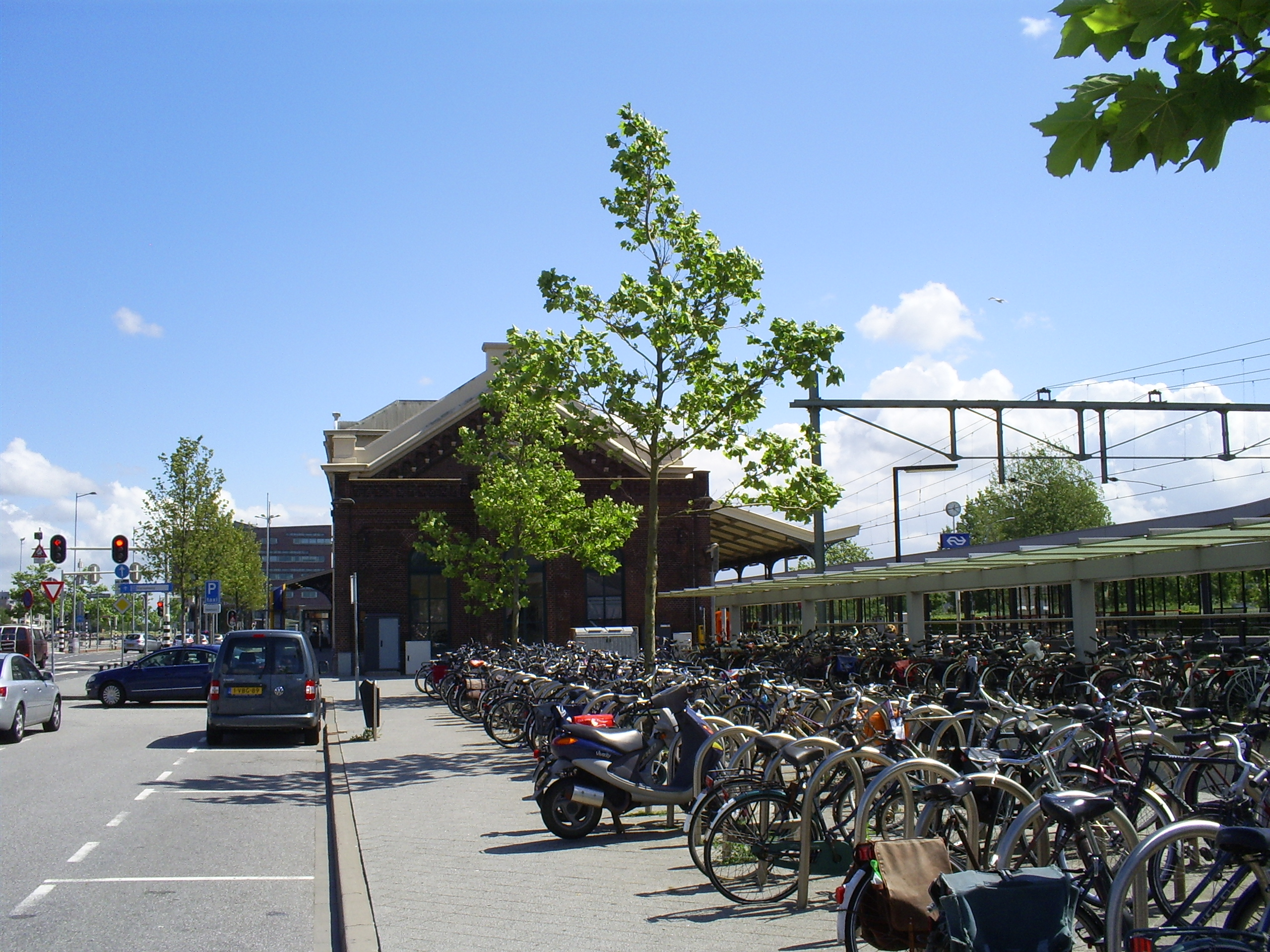
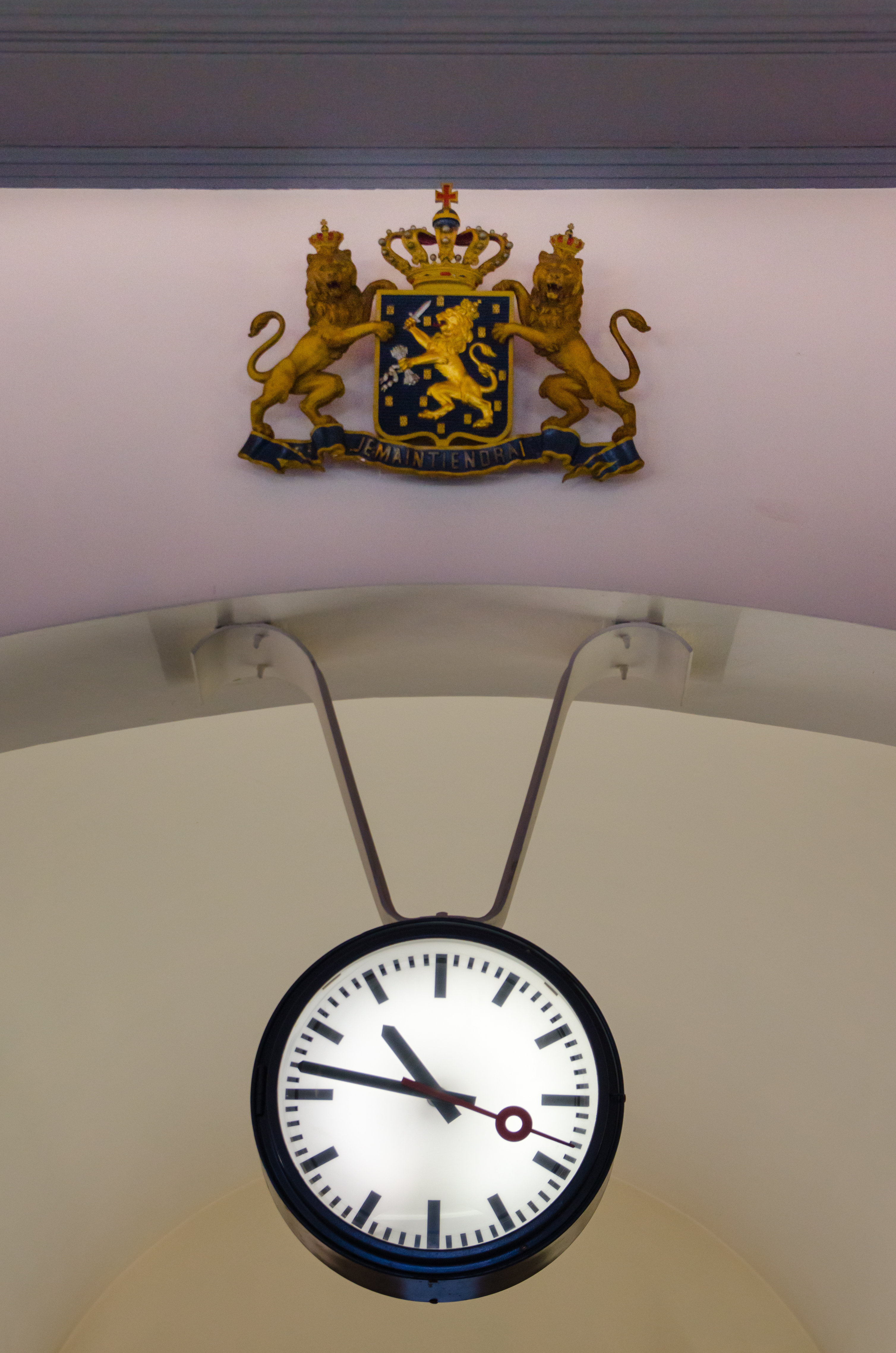
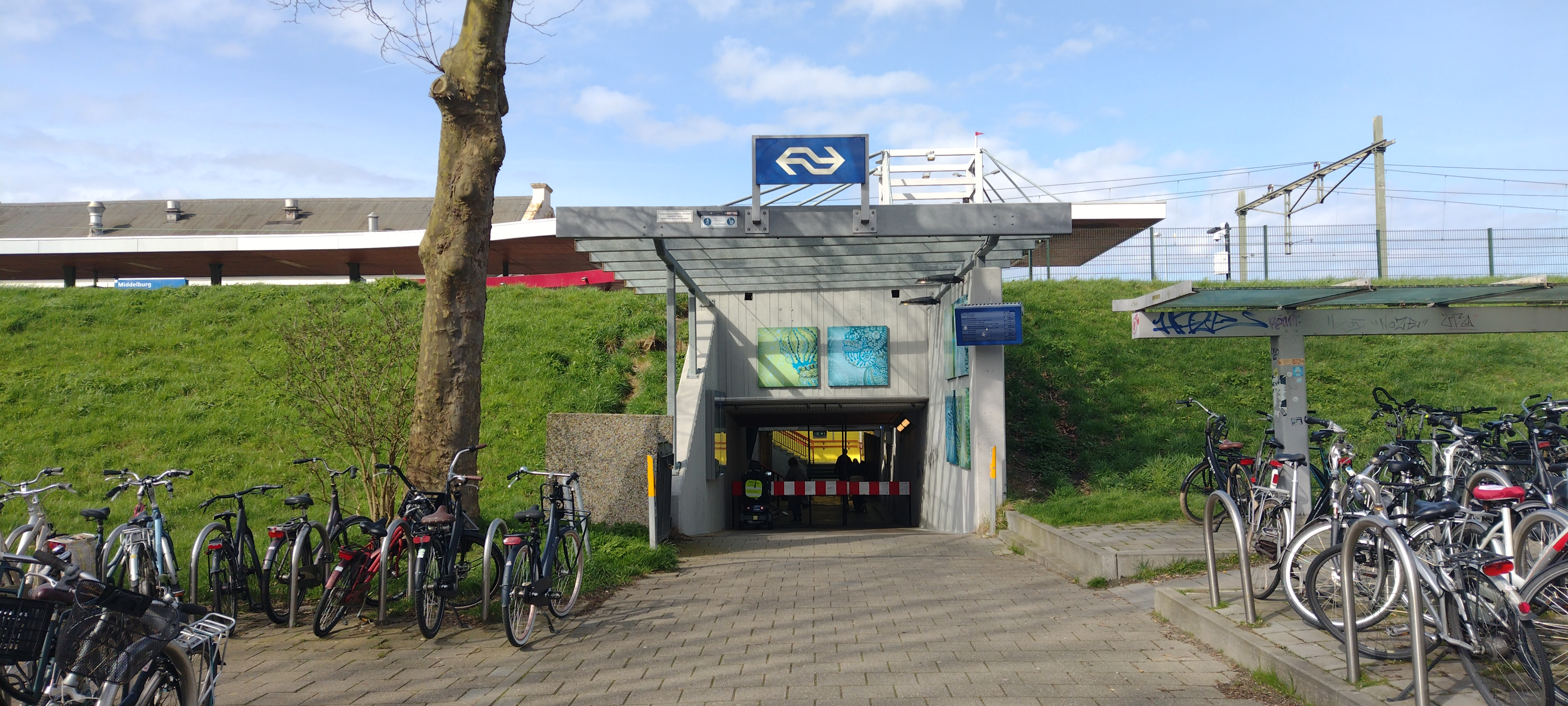
Achteringang

## Ontwikkeling aantal reizigers
Het aantal door NS vervoerde reizigers (per gemiddelde werkdag) ontwikkelde zich sedert 2019 als volgt:
| Jaar | Aantal reizigers |
| ---- | ---------------- |
| 2019 | 4.693            |
| 2020 | 2.400            |
| 2021 | 2.737            |
| 2022 | 3.656            |
| 2023 | 3.940            |
| 2024 | 3.962            |

0,0: Roosendaal ·
6,6: Wouw ·
12,5: Bergen op Zoom ·
18,4: Woensdrecht ·
28,2: Rilland-Bath ·
31,5: Krabbendijke ·
Oostdijk ·
38,2: Kruiningen-Yerseke ·
40,3: Vlake ·
44,1: Kapelle-Biezelinge ·
49,2: Goes ·
54,3: 's-Heer Arendskerke ·
Noord Kraaijert ·
64,5: Arnemuiden ·
68,3: Middelburg ·
71,0: Oost Souburg ·
72,0: Vlissingen Souburg ·
73,7: Vlissingen Stad ·
74,4: Vlissingen
Arnemuiden · 
Goes · 
Kapelle-Biezelinge · 
Krabbendijke · 
Kruiningen-Yerseke · 
Middelburg · 
Rilland-Bath · 
Vlissingen · 
-Souburg
Voormalige stations: zie de lijst van voormalige spoorwegstations in Zeeland